# حارة جدر وادي أحمد (صنعاء)

تعديل مصدري - تعديل

جدر وادي أحمد هي إحدى حارات حي جدر بمدينة الروضة شمال العاصمة اليمنية "صنعاء"، بلغ تعداد سكانها 364 نسمة حسب تعداد اليمن لعام 2004.